# 胸騒ぎがする! 〜ヒールズ・フォーエバー〜
『胸騒ぎがする! 〜ヒールズ・フォーエバー〜』（むなさわぎがする! 〜ヒールズ・フォーエバー〜）は、塩出太志監督の日本映画。

## 概要
2021年公開の『胸騒ぎがする!～ヒールズ爆誕～』（『ぞっこんヒールズ ぬるりと解決』+『まん開ヒールズ 女の魔剣と熟女のアソコ』）の続編となる作品。「OP PICTURES+フェス2022」の1本として公開され、12月9日より上映される。
凸凹食いしん坊3人組、あゆみ、マキ、茂子のハッタリ特殊能力グループ「ヒールズ」の活躍を描く。
R-18版は『あっぱれヒールズ　びっくびく除霊棒』と改題し、2022年12月30日公開。
アバンタイトル部分で前作の名場面を丁寧に振り返っている。これは本作で主演3人組とサブキャラクターの伏線が回収されるからである。
2023年、Amazonプライムビデオにて『胸騒ぎがする!』のタイトルで、第1作と合わせ全6話のドラマ作品として配信。

## あらすじ
占いのできない占い師、眠りに誘えない催眠術師、霊の見えない霊媒師の3人は今日もハッタリをつきながら日々を送っていた。テレビ番組で「和製ゴーストバスターズ」として取り上げれるなど人気も上々。適当な嘘で解決できなさそうな大ごとは3人で共有し、力づくで解決してきたが、今回は偶然相談者に憑りついていた悪魔を召喚してしまい、加えて魔女の怒りに触れ、3人はおばあちゃん姿にされてしまった。次々と人間に憑依する緑の女性霊や、勝手に協力体制に入り物事をややこしくする侍姿の霊「ヨシ」など、一癖も二癖もあるキャラクターが混乱に拍車をかけていく。

## 登場人物
松ノ木あゆみ
演 - きみと歩実
占いが苦手な占い師。家賃が滞っていることもあり、お金に弱く、かなり適当。本作では行方不明の偽の父母が現れ、翻弄される。
東山マキ
演 - 西山真来
眠りに誘えない催眠術師。関西弁。催眠療法の事業を行うが、前述のとおり催眠術の掛けられる割合が恐ろしく低いため、基本的には暴力に訴え相手を眠りにつかせている。
手塚茂子
演 - 手塚けだま
霊の見えない霊媒師。悪霊を感じ、呼び起こすことはできるものの、本人は呼び起こした鬼は見えず、どうにもできない。
山田ゆうこ
演 - 並木塔子
淫乱な例が憑りついてしまったという女性。
木村
演 - 七々原瑚子
シースー
演 - 橘さり
鈴木（シースーが乗り移った体）
演 - 星野ゆうき
ヨシ
演 - 渡辺好博
まっさん
演 - 今谷フトシ
死神
演 - 竹内ゆきの
吸血鬼
演 - 松本高士
呪いで老いた体を治すという血を持つ男。実はあゆみの父。
悪魔
演 - 窪田翔
トシヒロに憑依した男。
宇宙人
演 - 漆崎敬介
ゆうくん（宇宙人が乗り移った体）
演 - 細川佳央
谷口美希
演 - 加藤絵莉
テレビレポーター。
トシヒロ
演 - 折笠慎也
1作目で成敗されたDV夫。本作では悪魔に憑りつかれる。
上野
演 - 新井秀幸
上野の母
演 - 佐倉萌
魔女
演 - 鳥居みゆき
魔界の女。実はあゆみの母（正確には母の肉体に憑依した姿）。

## スタッフ
- 監督・脚本・編集：塩出太志
- 撮影：岩川雪依
- 照明：塩出太志
- Bカメ：塩出太志
- 録音：横田彰文
- 整音：臼井勝
- 小道具：佐藤美百季
- 特殊メイク：懸樋安奈
- 魔女衣装制作：コヤマシノブ
- 音楽：宮原周平
- 助監督：田村専一、宮原周平
- タイトルデザイン：酒井崇
- 特殊メイク助手：田原美由紀
- 協力：露木栄司、木島康博、高嶋義明、青木康至、Seisho Cinema Club、愛しあってる会（仮）
- 仕上げ：東映ラボ・テック
- 制作：Grand Master Company
- 配給・提供：オーピー映画